# فلورین زامفیرسکو
فلورین زامفیرسکو (رومانیایی: Florin Zamfirescu؛ ‏ تلفظ رومانیایی: [floˈrin zamfiˈresku]؛ زادهٔ ۱۲ آوریل ۱۹۴۹) بازیگر و کارگردان فیلم اهل رومانی است.
از فیلم‌هایی که وی در آن نقش داشته‌است، می‌توان به مرگ آقای لازارسکو، نیکوکاری، باقی سکوت است، مسئله بچه، چگونه قیامت را گذراندم، سناتور حلزون‌ها، خانواده مورومته و اورینت اکسپرس اشاره کرد.